# Xima Zhen
Xima Zhen (kinesiska: 昔马, 昔马镇) är en köping i Kina. Den ligger i provinsen Yunnan, i den sydvästra delen av landet, omkring 500 kilometer väster om provinshuvudstaden Kunming. Antalet invånare är 11 740. Befolkningen består av 5 631 kvinnor och 6 109 män. Barn under 15 år utgör 28,0 %, vuxna 15-64 år 65 %, och äldre över 65 år 6,0 %.
Genomsnittlig årsnederbörd är 1 649 millimeter. Den regnigaste månaden är juli, med i genomsnitt 414 mm nederbörd, och den torraste är januari, med 2 mm nederbörd.